# Thaumatolpium caecum
Espèce
Thaumatolpium caecum est une espèce de pseudoscorpions de la famille des Garypinidae.

## Distribution
Cette espèce est endémique de la région de Coquimbo au Chili. Elle se rencontre vers Vicuña.

## Description
La femelle holotype mesure 3,5 mm.

## Publication originale
- Beier, 1964 : Die Pseudoscorpioniden-Fauna Chiles. Annalen des Naturhistorischen Museums in Wien, vol. 67, p. 307-375 (texte intégral).